# بند كريم خاني
بند كريم خاني هي قرية في مقاطعة سميرم، إيران. عدد سكان هذه القرية هو 24 في سنة 2006.